# Камотес
Камо́тес (таг. Camotes, англ. Camotes) — межостровное море в Филиппинском архипелаге, между островами Лейте, Бохол и Себу. На севере соединяется с морем Висаян, на юге проливами Канигао и Бохол — с морем Минданао.
Площадь моря составляет 4310 км².
Глубина до 323 м. В центральной части возвышается группа островов Камотес. Климат тропический, муссонный. С июня по октябрь часты тайфуны. Температура воды зимой 24-27 °C, летом 28-29 °C. Солёность около 34,5 промилле. Приливы неправильные полусуточные, их величина 1-2 м.

## Порты
Паломпон (остров Лейте), Себу (остров Себу), Талибон (остров Бохол).